# Sergio Ferrara
Sergio Ferrara (Roma, 2 de maio de 1945) é um físico italiano.